# چارلستون (آریزونا)
چارلستون (به انگلیسی: Charleston) یک منطقهٔ مسکونی در ایالات متحده آمریکا است که در شهرستان کوچیز، آریزونا واقع شده‌است. چارلستون ۰ نفر جمعیت دارد و ۱٬۲۱۶ متر بالاتر از سطح دریا واقع شده‌است.